# تل كشفهان
تل كشفهان الأثري يقع في محافظة إدلب على الضفة الغربية لنهر العاصي بالقرب من جسر الشغور.

## تاريخ
كانت التل يُعرف بقلعة الروج في العهد الصليبي. ذكر رالف من كان أن تانكرد قد غزا المنطقة الواقعة إلى الجنوب الشرقي من أنطاكية. في غضون ذلك، ذكر ريموند من أغيلار أنه كان في الروج مع أسقف أبت وبطرس برتلمي في منتصف سبتمبر 1098. في يناير 1099، انعقد مجلس لقادة الحملة الصليبية في الروج لمناقشة حملة السيطرة على القدس.
ذكر وليم الصوري أن تانكريد طلب من بونس، كونت طرابلس وعدًا بأن يتزوج من سيسيل الفرنسية، وأن يقدم لها حصن أرزغان وقلعة الروج كمهر، قبل وفاته عام 1112. في وقت لاحق، شن بونس سلسلة من الهجمات ضد فولك ملك بيت المقدس وحلفائه من الحصون الأنطاكية أرزغان والروج . هاجم فولك بونس بالقرب من الروج في أواخر 1132، حيث تعرض الأخير لهزيمة ثقيلة. على الرغم من أسر العديد من أتباعه في ساحة المعركة، إلا أن بونس تمكن من الفرار، وبذلك فقد حكمه على كل من أرزغان والروج.
تمكن نور الدين زنكي من السيطرة على المنطقة التي دافع عنها فرسان الإسبتارية في عام 1162/3. في عام 1168، تبرع بوهيموند الثالث بنصف الروج لفرسان الإسبتارية. بالنسبة للنصف الآخر، كان عليهم تحريره من حكم أحفاد راينالد ماسوار. وفي وقت لاحق، عسكر صلاح الدين الأيوبي في التل قبل حملته للسيطرة على الساحل السوري.